# Inmaculada Concepción de María en Grottarossa (título cardenalicio)
Inmaculada Concepción de María en Grottarossa es un título cardenalicio de la Iglesia Católica. Fue instituido por el papa Juan Pablo II el 3 de mayo de 1985 con la bula Purpuratis Patribus.

## Titulares
- Henryk Roman Gulbinowicz (25 de mayo de 1985 - 16 de noviembre de 2020)
- Wilton Daniel Gregory (28 de noviembre de 2020 - al presente)